# Aura (satellite français)
Pour les articles homonymes, voir Aura.
Aura ou D-2B  est un mini-satellite scientifique du programme spatial français lancé le 27 septembre 1975 par une fusée Diamant-BP4  pour mesurer le rayonnement ultraviolet lointain émis par le Soleil et des sources diffuses telles que le milieu interplanétaire et interstellaire ainsi que les galaxies.  

## Contexte
Aura est une mission d'astronomie du programme spatial français développée à la fin des années 1960 par le CNES. Il s'agit du troisième satellite de la série D-2 . Celle-ci constitue historiquement la première famille de satellites scientifiques français qui comprend également les missions D-2A Tournesol (lancé en 1971), D-2A Polaire (1971) et Signe 3 (1977). Ces engins spatiaux sont plus élaborés que la génération précédente (D-1) notamment parce qu'ils disposent d'un système de contrôle d'attitude actif utilisant des micro-propulseurs à gaz froid. La réalisation de Aura est confiée à la société Matra. Il s'agit du premier satellite artificiel français réalisé entièrement sous maitrise d’œuvre industrielle.
La mission scientifique d'Aura est fixée par le Conseil Scientifiques du CNES réuni le 1er mai 1969 qui définit deux thèmes majeurs : l'étude du rayonnement ultraviolet solaire et leur absorption par l'atmosphère terrestre (Laboratoire de Physique Stellaire et Planétaire du CNRS) et l'étude du rayonnement ultraviolet des astres situés au voisinage du plan de l'écliptique (Laboratoire d'Astronomie Spatiale du CNRS) ainsi que de la lumière zodiacale.

## Caractéristiques techniques
Aura est un satellite de 115 kg stabilisé par rotation. le corps du satellite a la forme d'un cylindre de 70 cm de diamètre pour 80 cm de haut. Cette partie centrale supporte 4 antennes et 4 panneaux solaires. La structure est réalisée en nid d'abeilles en aluminium. Les données recueillies sont enregistrées sur bande magnétique ou transférées vers les stations au sol avec un débit de 256 bits par seconde. Le contrôle d'attitude est assuré par des propulseurs à gaz froid (azote). L'axe du satellite est maintenu en permanence pointé dans la direction Soleil.
Du fait du faible volume et de la masse réduite disponibles les performances des instruments composant la charge utile sont modestes : les résolutions spectrale et spatiale atteignent respectivement 16 angströms et 1 minute d'arc environ. La charge utile comprend :
- deux spectromètres observant le disque solaire dans 17 bandes spectrales s'étageant entre 174 et 1315 Å (ultraviolet lointain)[5]
- Un spectrohéliomètre mesurant les émissions du Soleil dans la bande spectrale comprise entre 1216 et 3100 Å[6]
- Une expérience mesurant le rayonnement ultraviolet émanant des étoiles dans la direction anti-solaire dans la bande spectrale comprise entre 792 et 3075 Å avec une faible résolution spectrale[7].

## Déroulement de la mission
Aura est lancé le 27 septembre 1975  depuis  Kourou par une fusée Diamant-BP4 et placé sur une orbite basse de 711 x 501 km avec une inclinaison orbitale de 37,1°. La durée de vie prévue était de 8 mois et il a fonctionne 15 mois. Le satellite cesse de fonctionner le 28 décembre 1976 du fait de la mauvaise recharge des batteries électriques et de l'épuisement de la réserve d'azote utilisé pour le contrôle d'attitude. Le satellite est détruit en rentrant dans l'atmosphère le 30 septembre 1982,. 

### Sources
- Claude Carlier, Marcel Gilli et all, Les 30 premières années du CNES, Paris, La Documentation Française, 2007, 398 p. (ISBN 978-2-84608-215-0)